# Мислав Север
Мислав Север (хрв. Mislav Sever; 6. јул 1994) хрватски је пливач чија специјалност је пливање спринтерских трка слободним и делфин стилом. 

## Каријера
На међународној сцени дебитовао је на светском првенству за јуниоре 2012. у белгијском Антверпену где је наступио у три дисциплине, а најбољи резултат, укупно 6. место, остварио је у штафети 4×100 слободно, у којој је пливајући у финалу поправио лични рекорд на 100 слободно на 50,49 секунди. Такмичио се и на европским првенствима 2014. и 2016, а највећи успех у дотадашњој каријери постигао је на светском првенству у малим базенима у канадском Виндзору где је у тркама на 50 и 100 слободно успео да се пласира у полуфинала (на 50 слободно је био 12, а на дупло дужој деоници 6).
На светским првенствима у великим базенима дебитовао је Будимпешти 2017. где се такмичио у обе спринтерске трке слободним стилом. У трци на 50 слободно у квалификацијама је пливао време од 22,71 секунди, што је било довољно тек за 38. место, док је у трци на 100 слободно у квалификацијама био 34. са временом од 49,61 секунди. 